# 温黄平原灌区
温黄平原灌区是中华人民共和国浙江省台州市黄岩区的一个灌区，其水源为永宁江和长潭水库。灌区设计面积70万亩，实际面积为69.5万亩，进水闸设计流量不明。